# ساعت شنی (مجموعه تلویزیونی)
ساعت شنی نام مجموعه تلویزیونی ایرانی به کارگردانی بهرام بهرامیان بود که با مشارکت سازمان بهزیستی تهیه شده و در سال ۱۳۸۶ از تلویزیون ایران پخش شد.

## خلاصه داستان
ساعت شنی دربارهٔ خانم دکتری (با بازی رؤیا نونهالی) است که متخصص زنان و زایمان است، اما خود بچه‌دار نمی‌شود. او تصمیم می‌گیرد یک رحم واسط (رحم اجاره‌ای) پیدا کند و از طریق آن رحم بچه‌دار شود. بعد از این که زنی (با بازی مهراوه شریفی‌نیا)حاضر به همکاری شده و حامل قرار می‌گیرد، عاشق بچه می‌شود، عدم هماهنگی اخلاقی لازم، باعث تضاد و نهایتاً فرار فرد از خانه دکتر می‌شود. سرانجام این زن که جا و مکانی ندارد، مجبور به خیابان خوابی می‌شود و از افراد متفاوت جامعه با اخلاق، رفتار و منش‌های متفاوت فکری، گذر می‌کند.

## بازیگران و شخصیت‌ها
- رؤیا نونهالی(ماهرخ)
- رؤیا تیموریان(زهره خانم)
- مهراوه شریفی‌نیا(مهشید)
- داریوش ارجمند(خسرو خان)
- نسرین مقانلو(مینا)
- بیژن امکانیان(حامد)
- آزیتا حاجیان(مش دریا)
- برزو ارجمند(منوچهر)
- کمند امیرسلیمانی(روشنک)
- کورش تهامی(امیرعلی)
- پوریا پورسرخ(معین)
- سام درخشانی(فرهاد)
- ژاله علو(عمه ملوک)
- صدرالدین حجازی(فتحی)
- شهره لرستانی(قناری)
- شهین تسلیمی(خانم دکتر)
- فاطیما بهارمست(گلاب)
- سارا سلطانی
- شهرزاد کمال‌زاده
- فریبا ترکاشوند
- کوثر شهبازی
- آهو فرشچی

با معرفی :
- شمسی صادقی(شمسی جون)
- لیندا کیانی(مهتاب)
- حمید بهرامیان(برادر مهتاب)
- مهدی بدرلو(سهند)
- حسن نجاریان(کریم)

## سانسور
این مجموعه که برای پخش در ۲۶ قسمت در نظر گرفته شده بود به علت عبور از خط‌قرمزها باعث شد که سه قسمت آخر آن که هر کدام ۴۵ دقیقه طول داشت در ۷۵ دقیقه پخش شد.
همچنین پس از پخش چند قسمت از این سریال حسین مظفر، نماینده تهران در مجلس شورای اسلامی، در نامه‌ای به عزت‌الله ضرغامی، رئیس وقت سازمان صدا و سیما، به پخش این سریال به دلیل بدآموزی اعتراض کرد. ضرغامی اما حمایت خود را از این سریال اعلام کرده و همراه تنی چند از مسئولان صدا و سیما و در مجلس شورای اسلامی حاضر و به سوالات نمایندگان پاسخ داد.

## جوایز و نامزدها[۵]
| ۱۳٨٨ | یازدهمین دوره جشن حافظ |                                 |                  |          |
| ۱۳٨٨ | یازدهمین دوره جشن حافظ | بهترین مجموعه تلویزیونی         | رضا شکری         | نامزدشده |
| ۱۳٨٨ | یازدهمین دوره جشن حافظ | بهترین کارگردانی تلویزیونی      | بهرام بهرامیان   | برنده    |
| ۱۳٨٨ | یازدهمین دوره جشن حافظ | بهترین فیلمنامه تلویزیونی       | احمد رفیع زاده   | نامزدشده |
| ۱۳٨٨ | یازدهمین دوره جشن حافظ | بهترین بازیگر زن درام تلوزیونی  | آزیتا حاجیان     | برنده    |
| ۱۳٨٨ | یازدهمین دوره جشن حافظ | بهترین بازیگر زن درام تلویزیونی | مهراوه شریفی نیا | نامزدشده |